# ジプシー・ロッテ
ジプシー・ロッテ（英語: Gypsy LOTTE）は、プロ野球・ロッテオリオンズ（現：千葉ロッテマリーンズ）が、1973年から1977年の間、特定の本拠地球場を持たずに球団運営を行っていた様子を揶揄した呼称のひとつである。
ここでは、この5年間とその前後の球団の事情について取り上げる。
この5シーズンの間、ロッテは首都圏や宮城県仙台市などを転々としながら主催公式戦を開催していた。特定の本拠地を持たずに流浪する当時のロッテは「ジプシー球団」などと揶揄されていた。

## 本拠地不在と仙台開催
ロッテは大毎オリオンズ時代の1962年から東京スタジアムを本拠地としたが、1972年オフに閉鎖されたことによって本拠地を失うこととなった。翌1973年は引き続き東京都を保護地域とし、首都圏に本拠を置く他球団の本拠地を使用することを前提に試合のスケジュールを決めたが、ロッテ自体が本拠とする球場が定まらず、試合の半数を後楽園球場、明治神宮野球場および川崎球場の空き日程に埋めてもらったものの、それでも半数以上は開催地が未定のままだった。
当時、ロッテは明治神宮野球場を管理・運営する明治神宮外苑やヤクルトアトムズと折衝し、都内での準本拠地として年20試合程度の開催を計画していたが、ヤクルトの他にも大学野球に日程優先権がある影響で試合数が6試合と大幅に削減され、その分を後楽園や川崎などに振り分けたといわれている。
そこへ、宮城県仙台市にある宮城球場（現：楽天モバイルパーク宮城）を使用する案が浮上した。これは地元紙・河北新報をはじめとする宮城県内の企業15社の出資によるプロ野球興行会社「東北野球企業」の提案によるもので、年25試合の主催公式戦を仙台で開催するというものだった。当時首都圏や関東にはナイター設備を有する野球場が少なかったこともあってロッテはそれを受け入れた形となったが、本拠地移転を公式に実施する場合はプロ野球実行委員会（同委員会で4分の3以上の賛成票を得ること）やオーナー会議の承認を前年11月30日までに得ることが条件となるため、この年は登録上の保護地域は東京都のまま実質的なホームは宮城（ただし、正式な専用球場の届出はなかったことになる）という変則的なものとなった。
宮城球場での開幕戦は5月22日の近鉄バファローズ戦。これが宮城球場のナイター開きとなった。前日には宮城県庁前で盛大な前夜祭が執り行われ、お披露目パレードと合わせて20,000人以上の市民が詰め掛けた。また試合当日、宮城球場には定員を大幅に上回る33,000人が押し寄せた。ロッテは13－0で圧勝し、仙台初戦を飾った。結局同年は宮城で26試合の主催公式戦を開催。
同年監督に就任した金田正一の人気や太平洋クラブライオンズとの遺恨勃発（ライオンズとオリオンズの遺恨を参照）、さらに村田兆治らの活躍で、前期優勝争いに食い込み、6月の明治神宮野球場での日拓ホームフライヤーズとの3連戦に6万人ものファンも集まるなどもあいまって、前年310,000人にとどまった観客動員数は当時のパ・リーグ新記録となる946,500人と大幅に増加した。
特に太平洋戦では、客入りをよくしようというファンサービスのつもりで太平洋が平和台野球場で開催した主催試合で金田監督と太平洋のドン・ビュフォードとの乱闘シーンを描いたポスターを採用したところ、福岡市の当局からクレームが付き、ポスターを撤去するように命令されたというケースもあった。
同年11月、ロッテは翌1974年から宮城県を本拠地とする旨を発表。12月21日に行われた実行委員会でロッテの保護地域を暫定的に東京都から宮城県に移転することが承認された。野球協約では「本拠地球場では主催公式戦の50%以上を開催しなければならない」と定められているが、ロッテは引き続き首都圏での開催試合数を確保するため、特例として試合数を変更できるよう併せて承認された。これに伴って1974年の開幕カードは宮城球場で開催され、同年宮城では27試合の主催公式戦が開催された。

## 過酷な移動
しかし、球団事務所や合宿所などの諸施設は引き続き東京都内に置き、選手やコーチも東京近郊に自宅を置いたままで、首都圏での試合の際は自宅や合宿所から直接通っていた。だが本拠地となった仙台での試合の際は仙台市内のホテルに宿泊し、試合前はホテルでユニフォームに着替えてバスで球場入り。試合後はユニフォームを着たままバスでホテルに帰るというビジターや地方遠征と何ら変わりない形で臨んでいた。また仙台開催の間は全員がホテルで寝泊まりし、仙台に定住していた選手は1人もいなかった。当時主力だった山崎裕之は後に「仙台が本拠地と言っても、ほとんど地方遠征と同じ。ホテル住まいで気は休まらなかった」と振り返っている。
また当時のパ・リーグ6球団の本拠地は、仙台のロッテ以外は東京1（日拓ホーム→日本ハム）、関西3（南海、近鉄、阪急）、九州1（太平洋クラブ→クラウンライター）と西日本に集中しており、移動は過酷だった。さらに当時の仙台は高速交通網の整備が始まったばかりで東北新幹線も未開通だったため、首都圏への移動手段でさえ空路か在来線（東北本線）の特急列車に限られた。特に仙台から福岡への移動となると、当時は山陽新幹線も全通前で、さらに両都市を結ぶ直行の航空便が運航されていなかったため、乗り継ぎのために羽田空港に立ち寄り、自宅に立ち寄る間もなかったため空港のロビーで家族と着替えの交換を慌しく済ませてから福岡へ向かうということも少なくなかった。
日程の都合上、年によっては1ヶ月で東京 - ロサンゼルス間を飛行機で往復する距離に匹敵する移動を経験したこともあった（これは阪神タイガースの「死のロード」以上の過酷さとも言われた）他、自宅や合宿所を1ヶ月近く留守にすることも稀にあった。一例として、1973年9月は以下の試合日程が組まれており、
- 9月3日に東京を発ち大阪へ移動、4-6日に日本生命球場での近鉄3連戦。
- 7日に仙台に移動し、8・9日でホーム・宮城球場での南海3連戦（うち9日ダブルヘッダー）。
- 10日に福岡へ移動し、11-13日に平和台球場での太平洋3連戦。
- 14日に大阪へ移動し、その日の夜から16日までの3日間で大阪球場での南海4連戦（15日のみダブルヘッダー）。
- 17日に仙台へ移動し、18・19日の2日間で近鉄3連戦（19日のみダブルヘッダー）。
- 20日に大阪へ移動し、21-23日にかけてロッテ主管扱いでの西京極球場[注 9]での太平洋4連戦（21・22日が中止のため23日のダブルヘッダーのみ開催）。
- 24日に仙台へ移動し、25・26日に近鉄3連戦（26日のみダブルヘッダー）。
- 27日に大阪へ移動し、28-10月1日に阪急西宮球場での阪急4連戦（30日中止→10月1日ダブルヘッダー）。
- 10月2日に東京へ移動、同日に後楽園でのビジター扱いの日拓戦。

丸々1か月（29泊30日）、東京を離れた超長期遠征の日程となっていた。
しかし、金田監督はこの過酷な移動をポジティブにとらえようと、移動日による試合がない日でも完全な休養日とはせず「簡単に汗を流すだけでもいい。まるっきり休ませると逆に次の日が苦しくなる」として、1－2時間程度の練習を行って次の試合会場へ移動する（その逆で移動の到着後に練習したパターンもある）こともあったほか、1973年後期ステージにおける8月の青森県内での近鉄戦（ビジター扱い）の2連戦においても、主管だった近鉄側が調達した旅館に冷房装置が設置されていなかったということから「蒸し暑い。寝不足になって満足にプレーできないだろ」ということで、マネジャーに冷房が完備された別のホテルを調達するように指示し移動させたり、また移動用の冷房付きバスはチャーターしてあったものの、初日の八戸市営球場のある八戸市から2日目の青森県営野球場のある青森市への移動でも、バスであれば2時間だが、特急電車であれば1時間程度で済むとして、選手は特急列車で移動させた。この冷房付きバスは報道関係者とスタッフが乗ることになったが、元々地方球場での試合はロッカーが狭いため、更衣室代わりに使ってもらうという考えがあった。
さらに前述の通り、選手らは基本東京近郊に自宅を構えていたことから、名目上の本拠地とする仙台も地方遠征と同等の宿泊生活を送らざるを得ない状態であるため、元々はロッテ会館の中華料理店で働く調理師を帯同させ、専属の料理人として宿泊での料理を提供し、1人当たりの仙台での宿泊費も5000円から5500円に引き上げたほか「仙台での戦いがロッテの命運を握っている。東京にいるような雰囲気を作って落ち着きたい」として、ストレスの負担を減らすべく、仙台での門限も通常の遠征より1時間半程度遅らせるなどさせていたという。
これらにより、ロッテの仙台移転は、首都圏に新たな本拠地を確保するまでの暫定措置に過ぎなかったとも言われている。
この渦中、1973年オフにはプロ野球再編問題が勃発した。これはパ・リーグの未来を悲観した日拓ホームが、かねてから首都圏に本拠地を確保したい意向を示していたロッテに球団統合を持ちかけたのが発端であった。だが、ロッテが単独での球団保有を維持する意向を示したことから思惑は合致せず、統合は実現には至らなかった（詳細は同項目を参照）。

## 優勝・日本一と無視された仙台
その1974年、それらの事柄を端的に示す転機が訪れる。この年ロッテは前期2位、そして後期は優勝を果たしプレーオフ進出を果たした。10月、前期優勝の阪急ブレーブスと日本シリーズ進出を賭けて対戦。敵地西宮球場で連勝したロッテは、宮城球場で行われた第3戦で4－0と勝利し、4年ぶりのリーグ優勝を果たした。
なお、この年のロッテの観客動員数は872,000人と前年比では減少したものの、シーズンを通じて優勝争いに絡むなどしたことから2年連続でリーグトップを記録した。
しかし、プレーオフ開催前にコミッショナーから日本シリーズの開催球場について「ロッテ優勝の場合、ロッテの主管試合は後楽園球場を使用する」と通達が出された。これは当時のオールスターゲームの実施要項に「使用球場は3万人以上の収容能力を有すること」と明記されていることから、日本シリーズの運営委員会もその規則に準ずる形で使用球場を決定しているが、当時の宮城球場の収容人数は28,000人と3万人未満であり、施設が未整備なことが背景にあった。この時点で一部のメディアが「名のみの地方進出」などとコミッショナーを批判する論調を展開。宮城県民も宮城球場で日本シリーズが開催されないことには一様に落胆したものの、その一方で「施設の不備だから仕方がない」と理解を示す者も少なくなかった。
ロッテは日本シリーズで中日ドラゴンズと対戦。ロッテ3勝2敗で迎えた10月23日、中日（現：ナゴヤ）球場の第6戦で延長10回に勝ち越したロッテは3－2で中日を振り切り、4勝2敗で球団史上2度目の日本一を果たした。歓喜の胴上げから明けて翌24日に帰京したロッテナインは到着後に都内で優勝パレードを行った。東京駅をスタートし、銀座・赤坂から靖国通りを経由して西新宿のロッテ本社に至るという稀に見るロングランパレードだった。これには仙台でも「当然（何らかの行事は）やってくれるもの」と期待は高まった。
しかし球団からは何の音沙汰もないままシーズンオフとなり、結局仙台はおろか宮城県内での祝勝行事は何ら行われなかった。この対応は宮城県民、特に仙台市民から「裏切られた」などの批判を浴びる的となり、この一件が元で宮城での応援熱は一気に低下していった。
1975年、ロッテは宮城球場で33試合を開催したが、観客動員数は603,300人と前年を大幅に下回りリーグ2位に陥落した。1976年も開催数は同じ33試合だが、このうち実に18試合がシーズン終盤の9月と10月に集中していた。これは雨天中止となった首都圏での試合の振替分を宮城へ持ってきたもので、中にはダブルヘッダーを含めた8連戦というケースもあり、消化試合のために使われていた。この年の観客動員数も634,300人とほぼ横ばいだった。

## 川崎への本拠地移転
1977年のシーズン終盤、ロッテが本拠地を神奈川県に移転する構想が表面化した。これは大洋ホエールズが翌1978年、本拠地を川崎球場から横浜スタジアムへ移転することが決定したのに合わせ、ロッテが再び首都圏を本拠地とする可能性が浮上したためである（ロッテは当初、大洋と同じく横浜を本拠地とすることを画策していた。横浜スタジアム#ロッテ共用問題を参照）。
前述の通り、5年間に亘ってシーズン中の長距離移動を繰り返してきたロッテ（ビジター球団も同様）にとっては、選手の肉体面や精神面の負担増大が著しく、移動経費の負担も非常に大きかったことからこの川崎移転の検討を開始した。しかし移転が明るみに出ると仙台では「仙台に残ってください」と銘打って、県内政財界や県内団体などによって移転中止を求める署名活動が行われ、1週間で約43000件の署名を集めたこともあったものの、それまでの経緯から仙台市民の間では「ロッテが首都圏に戻るのは既定路線」という冷めた見方が大勢を占め、さほど大きなうねりにはならなかった。
ロッテはその頃後期首位をひた走っていたが、前期優勝の阪急に猛追されると徐々に失速し、10月4日の宮城での後期最終戦に敗れてロッテの自力優勝が消滅。この試合では9回2死となったところでファンがスタンドに物を投げ入れたため試合が一時中断。金田監督が球場のマイクで「選手も私も一生懸命やってきた。プレーさせてください」とファンに訴えた。
ところが翌日、阪急が近鉄に敗れたため他力ながら後期優勝を果たし、阪急とのプレーオフに臨んだ。なお、同年もロッテがリーグ優勝した場合、日本シリーズは後楽園で行う予定となっていた。西宮で1勝1敗とし、迎えた宮城での第3戦はロッテが勝利しリーグ優勝に王手を掛けたものの、第4戦は阪急が勝利し2勝2敗のタイにした。そして雨による1日順延を挟んで行われた10月15日の第5戦で、ロッテは阪急先発の足立光宏の前に打線が沈黙し0－7と惨敗。リーグ優勝と日本シリーズ進出を逃した。これが宮城球場での本拠地ラストゲームとなった。
同年の宮城での主催公式戦開催数は38試合と5年間で最多。年間観客動員数も752,000人と堅調だった。
この5年間、ロッテにはオールスターゲームの開催順（主管）が回らなかった。これは前述の日本シリーズと同様、宮城球場は収容人員や設備の問題からオールスターの開催が不適当と判断されたことから、宮城を本拠地としている間はロッテの開催順が保留されていたためであったが、その後1992年の第3戦がオールスター史上初の地方開催として行われた。
ロッテと大洋はシーズン後に使用球場について折衝を行った結果、大洋は当初の計画通り横浜スタジアムを専用球場とし、一方のロッテは大洋に代わって川崎球場を使用することとなり、決着した。
これによりロッテの首都圏復帰が決定し、こうして5年間に亘ったジプシー時代は終焉した。前出の山崎は「応援してくれた仙台のファンには申し訳なかったが、選手のほとんどは“あー、これでやっと東京に帰れる”と安心していた」と振り返っている。しかし一方、宮城県出身の佐々木信行は「ロッテ入団2年目に仙台に移ってから“一軍に上がったら仙台に帰れる”と目標にしてきた。そういう意味では凄く残念だった」と語っている。
12月24日、川崎市内でロッテのパレードが行われた後、引き続き川崎市体育館で激励会が行われた。大洋が川崎を半ば裏切る形で横浜に移転したこともあり、大洋の代替と言う形ながらも歓迎ムードで川崎市から迎えられたが、ロッテは川崎球場へ移転した翌1978年以降、同球場の老朽化や観客動員数の低迷などさらなる苦難を強いられることになる（川崎球場#ロッテ本拠地時代も参照）。

## その後
ロッテは川崎球場へ移転した1978年以降も宮城球場で年間10試合前後の主催試合を開催していたが、1990年代以降になると球場設備の老朽化が著しくなり試合数は徐々に減少。
2005年に新規参入した東北楽天ゴールデンイーグルスが宮城球場を本拠地とした（これに合わせ、大規模な改修工事も行った）のに伴い、宮城でのロッテ主催試合は2004年の1カード2試合が最後となった（ただし、2005年以降はビジターチームとして楽天と対戦するため、ロッテの宮城での試合数自体は大幅に増加）。
2006年からは他の地方球場でも主催試合の開催がなくなり、ロッテの主催試合は全て（1992年からチームの専用球場となった）千葉マリンスタジアム（ZOZOマリンスタジアム）での開催となっているが、2016年は東京ドーム、2018年・2019年は富山市民球場アルペンスタジアムおよび東京ドーム、2023年・2025年は東京ドームで主催試合を各1試合ずつ開催した。

## 主催ゲームの割り振りと年間観客動員数
（プレーオフや日本シリーズは除く）
|        | 仙台   | 後楽園 | 神宮   | 川崎   | その他                    | 年間観客動員数 （リーグ内順位） | 主な出来事               |
| ------ | ------ | ------ | ------ | ------ | ------------------------- | ------------------------------- | ------------------------ |
| 1973年 | 26試合 | 7試合  | 10試合 | 18試合 | 静岡草薙2試合 西京極2試合 | 946,500人(1)                    | 観客動員パ新記録         |
| 1974年 | 27試合 | 11試合 | 4試合  | 9試合  | 静岡草薙14試合            | 872,000人(1)                    | 球団創設2度目の日本一    |
| 1975年 | 33試合 | 12試合 | 6試合  | 14試合 |                           | 603,300人(2)                    |                          |
| 1976年 | 33試合 | 12試合 | 8試合  | 12試合 |                           | 643,300人(2)                    |                          |
| 1977年 | 38試合 | 12試合 | 12試合 | 3試合  |                           | 752,000人(2)                    | 翌年からの川崎移転が決定 |